# 女教皇傳
《女教皇傳》（德語：Die Päpstin）是一部由伯恩·伊欽格擔任製片的多國合製史詩電影，改編自美國作家唐娜·伍佛·柯羅思的小說《女教宗》。影片由桑克·禾曼導演，祖安娜·華卡莉飾演女教宗瓊安，大衛·雲咸飾演瓊安的情人葛洛德，尊·古曼飾演教宗色爾爵二世。電影於2009年10月19日在柏林首映，之後於同年10月22日在德國全面上映。

## 製作
這部電影曾因經費困難而耗時頗久。德國導演伏加·舒倫杜夫早在1999年就試圖拍攝這部電影，原本計劃與 UFA GmbH 和  製片公司合作，但後者於2004年宣佈破產，之後他轉而同伯恩·伊欽格與康斯坦丁影業合作。原定於2007年進行的主要攝製因尊·古曼的缺席而擱置。同年夏季，舒倫杜夫在《南德意志報》上發文批評電影和電視的製作，導致他被解除擔任此片的導演。隨後桑克·禾曼接手執導，不久之後的2008年5月，原定的主角出演者法蘭卡·波坦特也被祖安娜·華卡莉取代。
2008年8月初，電影開始在德國薩克森-安哈特拍攝，其他取景地包括在中世紀時期曾為熙篤會修道院的寄宿學校普佛達以及位於格爾恩羅德的聖敍里亞柯斯教堂，而片中的羅馬塲景則是在摩洛哥瓦爾札札特取景。主要拍攝於2008年在德國和摩洛哥完成。

## 反響
英國的《衛報》記載這部電影在義大利進入了票房前10名，以及梵蒂岡的評論。義大利主教會議的《未來報》稱此片「視角太過有限」。

## 外部連結
- 官方网站 （德文）
- 互联网电影数据库（IMDb）上《女教皇傳》的资料（英文）
- AllMovie上《女教皇傳》的资料（英文）
- TCM电影资料库上《女教皇傳》的资料（英文）
- 香港外語電影資料網上《女教皇傳 （页面存档备份，存于）》的資料 （繁體中文）
- 開眼電影網上《聖袍天下：驚世女教皇（页面存档备份，存于）》的資料 （繁體中文）